# Rhypopteryx perfragilis
Rhypopteryx perfragilis är en fjärilsart som beskrevs av Collenette 1957. Rhypopteryx perfragilis ingår i släktet Rhypopteryx och familjen tofsspinnare. Inga underarter finns listade.